# Anielin (powiat ciechanowski)
Anielin – kolonia w Polsce, w województwie mazowieckim, w powiecie ciechanowskim, w gminie Gołymin-Ośrodek.
Do 2023 miejscowość była częścią wsi Garnowo Duże.
W latach 1975–1998 Anielin należał administracyjnie do województwa ciechanowskiego.